# Hypenia
Hypenia, biljni rod iz porodice usnatica smješten u podtribus Hyptidinae, dio tribusa Salviae. Opisan je u Botanical Journal of the Linnean Society 98(2): 91. 1988. Sastoji se od 26 vrsta rasprostranjenih po Južnoj Americi, uglavnom po Brazilu. Jedna vrsta otkrivena je u Meksiku 2009.

## Opis
Grmovi, polugrmovi i trajnice.

## Vrste
1. Hypenia aristulata (Epling) Harley
2. Hypenia brachystachys (Pohl ex Benth.) Harley
3. Hypenia calycina (Pohl ex Benth.) Harley
4. Hypenia concinna (Benth.) Harley
5. Hypenia crispata (Pohl ex Benth.) Harley
6. Hypenia densiflora (Pohl ex Benth.) Harley
7. Hypenia durifolia (Epling) Harley
8. Hypenia gardneriana (Benth.) Harley
9. Hypenia glauca (A.St.-Hil. ex Benth.) Harley
10. Hypenia inelegans (Epling) Harley
11. Hypenia irregularis (Benth.) Harley
12. Hypenia machrisae (Epling) Harley & J.F.B.Pastore
13. Hypenia macrantha (A.St.-Hil. ex Benth.) Harley
14. Hypenia macrosiphon (Briq.) Harley
15. Hypenia marifolia (Benth.) Harley
16. Hypenia micrantha (Benth.) Harley
17. Hypenia paniculata (Benth.) Harley
18. Hypenia paradisi (Harley) Harley
19. Hypenia pauliana (Epling) Harley
20. Hypenia perplexa (Epling) Harley
21. Hypenia pruinosa (Pohl ex Benth.) Harley
22. Hypenia reticulata (Mart. ex Benth.) Harley
23. Hypenia salzmannii (Benth.) Harley
24. Hypenia simplex (A.St.-Hil. ex Benth.) Harley & J.F.B.Pastore
25. Hypenia subrosea (Harley) Harley
26. Hypenia violacea Mart.Gord. & S.Valencia; otkrivena 2009.

## Sinonimi
- Hyptis sect. Hypenia Mart. ex Benth., bayionim